# Annalen der Physik
A több mint 200 éve megjelenő Annalen der Physik az egyik legjelentősebb tudományos folyóirat. A kísérleti, elméleti, alkalmazott és matematikai fizika folyóirata. Az első szám 1799-ben jelent meg.
Az Annalen der Physik két korábbi folyóirat utódja, melyeket Friedrich Albrecht Carl Gren német kémikus jelentetett meg:
- Journal der Physik (1790–1794)
- Neue Journal der Physik (1795–1797)

A folyóiratokat Annalen der Physik néven Ludwig Wilhelm Gilbert, a hallei egyetem professzora folytatta 1799-ben.

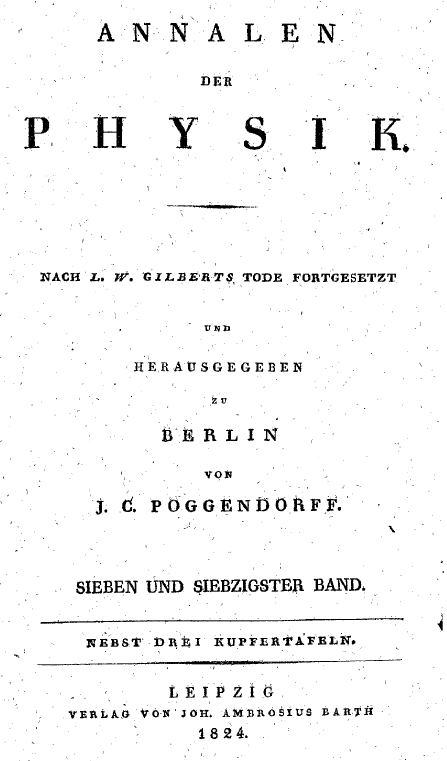
Az 1824-ben megjelent 77-es kötet címlapja

Fizikatörténetileg jelentős művek sora jelent meg benne. Többek között:
- Heinrich Hertz a fotoeffektusról, (Annalen der Physik 33, 1887, p983)
- Max Planck (1901): "Ueber das Gesetz der Energieverteilung im Normalspectrum", magyarul A normálspektrumbeli energiamegoszlás törvényéről. A cikk megjelenését a kvantummechanika születésének tekintik.
- Albert Einstein (1905): "Zur Elektrodynamik bewegter Körper" (A mozgó testek elektrodinamikájáról). Ez a speciális relativitáselmélettel kapcsolatos legelső munka. .
- Albert Einstein 1905. március 17.: a fotoeffektus magyarázata (Über einen die Erzeugung und Verwandlung des Lichtes betreffenden heuristischen Gesichtspunkt, magyarul: Egy a fény keletkezésével és átalakulásával kapcsolatos heurisztikus nézőpontról, Annalen der Physik 17, 132–148)
- Albert Einstein a Brown-mozgásról szóló cikke, mely erősen alátámasztotta az anyagnak az akkoriban nem általánosan elfogadott atomos felépítését (Über die von der molekulartheoretischen Theorie der Wärme geforderten Bewegung von in ruhenden Flüssigkeiten suspendierten Teilchen, magyarul: Az álló folyadékbeli kis részecskék mozgásról, mely a hő molekulamozgás elmélete megkövetel, Annalen der Physik 17, 549–560)

Az eleinte német nyelven kiadott folyóirat jelenleg angolul jelenik meg.